# لنکا بارتاکووا
لنکا بارتاکووا (چکی: Lenka Bartáková؛ زادهٔ ۱۷ مهٔ ۱۹۹۱) بازیکن بسکتبال زن اهل جمهوری چک است. وی در بازی‌های المپیک تابستانی ۲۰۱۲ شرکت کرده‌است.